# Riley & Scott Mk III
Riley & Scott Mark III (Mk III) foi um Sport Protótipo desenvolvido pela Bob Riley, Bill Riley, e de Mark Scott Riley & Scott Inc. Cars. Inicialmente concebido em 1993, o carro foi criado para a World Sports Car (WSC), categoria que foi a estreia na América do Norte IMSA GT Championship durante a temporada de 1994. Em 1999, Riley & Scott desenvolveu e projetou o Mk III, a fim de se adaptar às novas regras para Le Mans Prototype (LMP) para as 24 Horas de Le Mans 1999, regras que foram agora utilizados em diversas séries. Um terceiro projeto, oficialmente conhecido como o Mark III Série C estreou em 2001 como a última variante desenvolvida pela empresa antes de eles se mudaram para outros programas. Várias equipes privadas também fizeram suas próprias modificações no seu Mk III na tentativa de melhorar o desempenho do carro para atender suas próprias necessidades.
O original Mk III foi utilizado na competição até o final de 2002, acumulando 47 vitórias em geral, tanto na América do Norte e Europa, bem como os títulos no campeonato IMSA GT Championship, United States Road Racing Championship, Rolex Sports Car Series e American Le Mans Series. O Mk III C continuou a competir até 2005, embora eles nunca tenham sido capazes de alcançar vitórias como seu antecessor anterior.